# Cascais e Estoril
Cascais e Estoril (oficialmente: União das Freguesias de Cascais e Estoril) é uma freguesia portuguesa do município de Cascais, com 29,16 km² de área e 64192 habitantes (censo de 2021). A sua densidade populacional é 2 201,4 hab./km².
É a segunda freguesia portuguesa com mais habitantes.

## História
Foi constituída em 2013, no âmbito de uma reforma administrativa nacional, pela agregação das antigas freguesias de Cascais e Estoril e tem a sede em Cascais. Nesta freguesia incluem-se, ainda, as localidades de Monte Estoril, São João do Estoril e São Pedro do Estoril.

## Demografia
A população registada nos censos foi:
| Distribuição da População por Grupos Etários | Distribuição da População por Grupos Etários | Distribuição da População por Grupos Etários | Distribuição da População por Grupos Etários | Distribuição da População por Grupos Etários | Distribuição da População por Grupos Etários |
| -------------------------------------------- | -------------------------------------------- | -------------------------------------------- | -------------------------------------------- | -------------------------------------------- | -------------------------------------------- |
| Antes da agregação                           |                                              |                                              |                                              |                                              |                                              |
| Ano                                          | 0-14 anos                                    | 15-24 anos                                   | 25-64 anos                                   | >= 65 anos                                   | Total                                        |
| 2001                                         | 8294                                         | 7386                                         | 31472                                        | 9872                                         | 57024                                        |
| 2011                                         | 8807                                         | 6647                                         | 33455                                        | 12899                                        | 61808                                        |
| Após a agregação                             |                                              |                                              |                                              |                                              |                                              |
| Ano                                          | 0-14 anos                                    | 15-24 anos                                   | 25-64 anos                                   | >= 65 anos                                   | Total                                        |
| 2021                                         | 8728                                         | 6654                                         | 32190                                        | 16620                                        | 64192                                        |

## Política
A freguesia de Cascais e Estoril é administrada por uma junta de freguesia, liderada por Pedro Morais Soares [Viva Cascais (PSD/CDS-PP)].
Existe uma assembleia de freguesia, que é o órgão deliberativo, constituída por 21 membros.
A lista mais representada na Assembleia de Freguesia é a coligação Viva Cascais (PSD/CDS-PP), com 12 membros (maioria absoluta), seguida do PS com 4, da CDU com 2, do Movimento Independente "Ser Cascais" com 2 e do Bloco de Esquerda com um. Esta assembleia elegeu os 6 vogais da Junta de Freguesia. O Presidente da Assembleia de Freguesia é Manuel Basílio de Castro, do Partido Social Democrata.
| Órgão                   | PSD/CDS | PS | CDU | Ser Cascais | BE |
| Assembleia de Freguesia | 12      | 4  | 2   | 2           | 1  |